# Pumabús
El Pumabús es el sistema de transporte interno que ofrece la Universidad Nacional Autónoma de México (UNAM) en Ciudad Universitaria a la comunidad universitaria y a los visitantes. El sistema opera con una flotilla de 50 camiones en servicio permanente y 15 en reserva, con capacidad de hasta 90 pasajeros sentados y de pie, ofreciendo 135 mil servicios diarios a través de 13 rutas distribuidas estratégicamente en el campus de la Ciudad Universitaria, y recorre un promedio de 12 mil kilómetros diarios. Las unidades están en operación desde las 06:00 hasta las 22:00 horas. El servicio es gratuito.

## Historia
El servicio de transporte interno en Ciudad Universitaria desde sus inicios ha venido modificándose conforme al paso de los años. En la década de los noventa se contaba con sólo tres rutas, de las que se derivaban otras dos, una para la Zona Cultural y otra para el Jardín Botánico.
El parque vehicular con el que se ha prestado el servicio de transporte por parte de la Dirección General de Servicios Generales de la UNAM ha sido diverso, desde de camiones, microbuses y hasta camiones que pertenecieron a la Ruta 100 después de la desaparición de ésta.
Es un sistema en constante crecimiento, en el año 2000 el servicio se otorgaba con 19 camiones que formaba la flotilla vehicular, para el año 2002 se fortaleció el transporte hasta llegar a 35 vehículos para dar el servicio y en este año 2009 a partir del mes de febrero se cuenta con 60 camiones que cubren las 11 rutas establecidas con 2 paraderos principales: el paradero ORIENTE, situado en la estación del metro Universidad, donde parten las rutas 1, 2, 3, 4 y 5, el paradero PONIENTE, ubicado en el estacionamiento 1 del Estadio Olímpico Universitario (EOU) para las rutas 6, 7 y 8, y un tercer punto de partida con dos paraderos ubicados en ambas salidas de la nueva estación del Metrobús para las rutas 9, 10 y 11.
Una característica que distingue al Transporte Interno PumaBús es que circula a lo largo de los circuitos de Ciudad Universitaria por un carril exclusivo, quedando los circuitos libres de vehículos estacionados en ambos costados de las calzadas, mismos que podrán permanecer de manera gratuita y segura en los estacionamientos del EOU, contando adicionalmente con un seguro temporal de cobertura amplia.
A partir de enero del 2008, en respuesta a las necesidades de la comunidad universitaria, el sistema creció con la ampliación de la ruta 8 y la implementación de dos nuevas rutas, 9 y 10; en febrero del 2009 se crea la ruta 11.
En los últimos años, con el incremento del uso del automóvil en ciudad universitaria y al estacionar éstos en los circuitos donde se encuentran las facultades, se producía un tránsito intenso contándose con un solo carril para circular. Por lo anterior, se tuvo la necesidad de ya no dejar estacionar los vehículos en los principales circuitos para así liberar los carriles ocupados y asignar un carril exclusivo para el transporte interno. A cambio los automovilistas tienen como alternativa estacionar sus vehículos en los estacionamientos del Estadio Olímpico Universitario.

## Transporte especial para discapacitados
El transporte empezó a funcionar en octubre de 2000, con la finalidad de poder atender a personas con discapacidad, existe un padrón que se actualiza cada año para así poder dar el servicio. En el año 2008 se encuentran inscritos 92 usuarios.
El autobús, tiene capacidad para diez personas sentadas, cinco sillas de ruedas y un área para personas con aparatos ortopédicos. Tiene una rampa hidráulica para subir y bajar las sillas de ruedas, la cual es accionada por el personal de la unidad.
Al terminar la jornada laboral los inscritos a este medio de transporte son llevados a los Módulos ubicados junto al Metro Universidad, Estadio Olímpico Universitario, Metrobús Ciudad Universitaria o al Museo Universum.

## Rutas
El servicio actualmente cuenta con 13 rutas:

### Ruta 1
La ruta 1 (Verde Brillante) Metro Universidad - Circuito Interior. Recorre el circuito principal de CU pasando por las Facultades de Química, Ingeniería, Arquitectura, Psicología, Filosofía y Letras, Derecho, Economía, Odontología y Medicina para después regresar al paradero Metro Universidad.
Recorre 7.2 km y tiene 16 paradas fijas: Metro Universidad, CENDI, Psiquiatría, Química, CELE, Ingeniería, Arquitectura, Rectoría, Psicología, Filosofía y Letras, Derecho, Economía, Odontología, Medicina, Veterinaria, Instituto de Geofísica, Química Edificios D y E, y Metro Universidad.

### Ruta 2
La ruta 2 (Amarillo) Metro Universidad - Circuito Exterior pasa por las Facultades de Ciencias y Contaduría, la Escuela Nacional de Trabajo Social y la estación de Metrobús Ciudad Universitaria, también al Anexo de Ingeniería, conocido como la estación "Camino Verde" esto por ser la estación que se encuentra de forma más cercana y directa de dicho lugar, para después regresar al paradero Metro Universidad.
Recorre 4.2 km y tiene 10 paradas fijas: Metro Universidad, Instituto de Geofísica, Química Edificios D y E, Ciencias, Ciencias, Camino Verde, Contaduría, Trabajo Social, Metrobús CU, Educación a Distancia, Computo Académico, Ciencias y Metro Universidad.

### Ruta 3 y 10
En agosto de 2010, se inauguró un nuevo edificio de la División de Posgrado de la Facultad de Economía, posteriormente entre los años del 2012 y 2013 se contempla la construcción e inauguración de la nueva Unidad de Posgrado. 
Estas dos grandes construcciones en la zona cultual modificaron las rutas 3 y 10 del Pumabús, agregando en su recorrido dos nuevas paradas, Unidad de Posgrados, seguida de la parada Posgrado de Economía.
Como la ruta 3 y 10 coinciden en algunos puntos de su recorrido, la ruta 10 se amplió al igual que la ruta 3. 

### Ruta 3
La ruta 3 (Verde Oscuro) Metro Universidad - Zona Cultural pasa por la Facultad de Ciencias Políticas, el Instituto de Investigaciones Jurídicas, la Biblioteca y Hemeroteca Nacional, la Sala Nezahualcóyotl y el Museo Universum para después regresar al paradero Metro Universidad.
Recorre 7.2 kilómetros y tiene 15 paradas fijas: Metro Universidad, Instituto de Geofísica, Química Edificios D y E, Tienda UNAM, Ciencias Políticas, Investigaciones Jurídicas, Biblioteca Nacional, Centro Cultural, Unidad de Posgrado, Posgrado de Economía, Revalidación de Estudios, Personal Académico, Archivo General, Avenida del IMAN, Investigaciones Filológicas, Investigaciones Filosóficas, Coordinación de Humanidades, Universum, Teatro y Danza, MUAC, Biblioteca Nacional, Investigaciones Jurídicas, TV UNAM, Metro Universidad.

### Ruta 4
La ruta 4 (Marrón) Metro Universidad - Jardín Botánico pasa por la Facultad de Ciencias, Contaduría, la Escuela Nacional de Trabajo Social, la estación de Metrobús Ciudad Universitaria, los campos de fútbol, el Jardín Botánico para después regresar al paradero Metro Universidad.
Recorre 9.7 km y tiene 14 paradas fijas: Metro Universidad, Instituto de Geofísica, Química Edificios D y E, Ciencias, Ciencias, Camino Verde, Contaduría, Trabajo Social, Metrobús CU, Estadio de Prácticas, Campos de Fútbol 1, Jardín Botánico, Campos de Fútbol 2, Metrobús CU, Educación a Distancia, Cómputo Académico, Ciencias y Metro Universidad.

### Ruta 5
La ruta 5 (Azul Claro) Metro Universidad - Barda Perimetral Norte pasa por las Facultades de Medicina, Odontología, Economía, Derecho, Filosofía y Letras y Psicología para después regresar al paradero Metro Universidad.
Recorre 8.3 km y tiene 19 paradas fijas: Metro Universidad, CENDI, Psiquiatría, Medicina, Odontología, Economía, Avenida Universidad, Derecho, Filosofía y Letras, Psicología, Filosofía y Letras, Derecho, Economía, Odontología, Medicina, Veterinaria, Instituto de Geofísica, Química Edificios D y E, y Metro Universidad.

### Ruta 6
La ruta 6 (Anaranjado) Estadio Olímpico Universitario pasa por el Jardín Botánico, la estación de Metrobús Ciudad Universitaria, la Facultad de Ciencias, el Instituto de Ciencias del Mar y Limnología, Invernadero, Anexo de Ingeniería, la Facultad de Contaduría, la Escuela Nacional de Trabajo Social para así después regresar al Estadio Olímpico Universitario.
Recorre 10.2 km y tiene 24 paradas fijas: Metrobús CU, Estadio de Prácticas, MUCA, E-8, E-7, E-6, E-4, E-3, E-2, E-1, Campos de Fútbol 1, Pista de Calentamiento, Pumitas, Jardín Botánico, Campos de Fútbol 2, Investigaciones Biomédicas, Educación a Distancia, Cómputo Académico, Ciencias, Ciencias del Mar, Invernadero, Posgrado de Ingeniería, Camino Verde, Contaduría, Trabajo Social, Metrobús CU.

### Rutas 7 y 8
Estas dos rutas fueron las que comenzaron a popularizar el nombre de PumaBús, fueron inauguradas el 12 de febrero de 2007 para solucionar la problemática del tráfico en Ciudad Universitaria. Las rutas están inspiradas en el sistema de Autobús de tránsito rápido y tienen paradas establecidas, su base es el Estadio Olímpico Universitario. Cuentan con 13 autobuses totalmente pintados del color de la ruta que recorren.

#### Ruta 7
La ruta 7 (Oro)) Estadio Olímpico - Circuito Interior recorre de la Facultad de Psicología al Estadio Olímpico. Abarca el Circuito de las Facultades de Filosofía y Letras, Derecho, Economía, Odontología, Medicina, Química, Ingeniería y Arquitectura.
Recorre 4.8 km y tiene 16 paradas fijas: E-1, Psicología, Filosofía y Letras, Derecho, Economía, Odontología, Medicina, Química, CELE, Ingeniería, Arquitectura, E-8, E-7, E-6, E-4, E-3, E-2, E-1.

#### Ruta 8

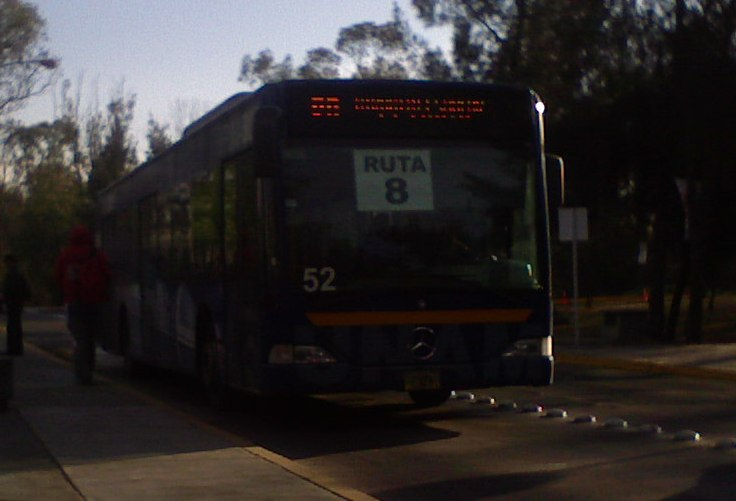
Pumabús ruta 8 en la parada Camino Verde frente al Conjunto Sur de Ingeniería.

La ruta 8 (Azul marino) Estadio Olímpico - Circuito Exterior corre por la parte sur del circuito escolar, pasa por la Dirección General de Servicios Médicos, Alberca Olímpica, Torre de Ingeniería, Instituto de Investigaciones en Matemáticas Aplicadas y en Sistemas, continúa hasta el Estadio de Prácticas por el circuito exterior, pasando por el Posgrado y Conjunto Sur de la Facultad de Ingeniería, la Facultad de Contaduría y Administración, y la Escuela Nacional de Trabajo Social donde se conecta con la estación de la línea B del Metrobús.
Cuenta con seis unidades y recorre 5.8 km en un tiempo aproximado de 23 minutos, tiene 18 paradas fijas: E-1, Servicios Médicos, Alberca Olímpica, Ingeniería, Frontones, IIMAS, Invernadero, Posgrado de Ingeniería, Camino Verde, Contaduría, Trabajo Social, Metrobús CU, Estadio de Prácticas, MUCA, E-8, E-7, E-6, E-4, E-3, E-2, E-1.

### Ruta 9 y 10
Forman la segunda etapa del sistema Pumabús y fueron inauguradas el 15 de febrero de 2008, ambas rutas fueron creadas para solventar la necesidad de transporte generada por la estación del Metrobús Ciudad Universitaria y benefician a cerca de 20 mil personas.

#### Ruta 9
La ruta 9 (Rojo Rubí) Metrobús Ciudad Universitaria - Facultades cubre el Circuito de las Facultades y continúa por el circuito exterior hasta la Escuela Nacional de Trabajo Social. Pasando por el Estadio de Prácticas, Rectoría, las Facultades de Filosofía y Letras, Derecho, Economía, Odontología, Medicina, el Invernadero, Posgrado de Ingeniería, Camino Verde (Conjunto Sur de la facultad de Ingeniería), facultad de Contaduría y Administración para regresar nuevamente a la Escuela Nacional de Trabajo Social.
Cuenta con tres unidades y recorre 4.1 km en un tiempo aproximado de 19 minutos, tiene 13 paradas fijas: Metrobús CU, Estadio de Prácticas, MUCA, Rectoría, Psicología, Filosofía y Letras, Derecho, Economía, Odontología, Medicina, Invernadero, Posgrado de Ingeniería, Camino Verde, Contaduría, Trabajo Social, Metrobús CU.

#### Ruta 10
La ruta 10 (Marrón Oscuro) Metrobús Ciudad Universitaria - Zona Cultural enlaza la estación Ciudad Universitaria del Metrobús con el Circuito Cultural Universitario, esta ruta funciona los 7 días de la semana debido a la gran cantidad de eventos culturales que se llevan a cabo en el Centro Cultural Universitario.
Cuenta con cuatro unidades y recorre 6.2 km en un tiempo aproximado entre 15 y 20 minutos, tiene 14 paradas fijas: Metrobús CU, Campos de Fútbol 1, Jardín Botánico, Campos de Fútbol 2, Investigaciones Biomédicas, Biblioteca Nacional, Centro Cultural, Unidad de Posgrado, Posgrado de Economía, Revalidación de Estudios, Personal Académico, Archivo General, Avenida del IMAN, Investigaciones Filológicas, Investigaciones Filosóficas, Coordinación de Humanidades, Universum, Teatro y Danza, MUAC, Biblioteca Nacional, Investigaciones Jurídicas, Metrobús CU.

### Ruta 11
La ruta 11 (Púrpura) Metrobús Ciudad Universitaria - Campos Deportivos enlaza la estación Ciudad Universitaria del Metrobús con el Complejo Deportivo al poniente de Ciudad Universitaria, esta ruta funciona de lunes a viernes.
Recorre 5.8 km y tiene 14 paradas fijas: Metrobús CU, Estadio de Prácticas, MUCA, E-8, E-7, Relaciones Laborales, Obras y Conservación, AAPAUNAM, UDUAL, Pista de Calentamiento, Pumitas, Jardín Botánico, Campos de Fútbol 2, Metrobús CU.

### Ruta 12
La ruta 12 (Azul) Metrobús Ciudad Universitaria - Investigación científica - Tienda UNAM fue la ruta que enlazaba la estación Ciudad Universitaria del Metrobús con la zona de investigación científica al oriente de Ciudad Universitaria y a la tienda UNAM, al sur de la estación Universidad del Metro esta ruta funciona de lunes a viernes. Esta ruta tiene la peculiaridad de que son dos itinerarios que tienen en común el recorrido por la zona de investigación científica, pero que tienen sus terminales en dos lugares diferentes, por un lado en la estación del Metrobús Ciudad Universitaria y por el otro lado en Tienda UNAM.
Ambos itinerarios contaban con 7 paradas, de las cuales la única que varía son las terminales: Metrobús CU o Tienda UNAM, Investigación Científica, Instituto de Materiales, Instituto de Astronomía, Instituto de Química, Instituto de Materiales, Ciencias del Mar, Metrobús CU o Tienda UNAM. Seguramente el servicio fue cancelado por la dificultad para atravesar los estacionamientos de los institutos de Investigación Científica, pero los detalles no son claros.
Desde 2023 se retomó el servicio de l ruta 12 con un recorrido distinto. Similar al de la ruta 7, se rodea el campus central de Ciudad Universitaria por el Circuito Escolar, desde la Facultad de Psicología y rodea el Estadio Olímpico hasta su estacionamiento 1, y desde ahí recorre la avenida Ciudad Universitaria pasando por edificios administrativos de la universidad hasta llegar a los edificios anexos de la Escuela Nacional de Lenguas, Lingüística y Traducción y el de la Facultad de Filosofía y Letras, para posteriormente volver al primer estacionamiento del estadio y luego a Psicología, volviendo al lugar inicial. Tal servicio existía desde el año 2021, sin denominación oficial, hasta volverse definitivo en el segundo semestre de 2023. En la actualidad constan de 16 paradas: Facultad de Psicología, Facultad de Filosofía y Letras, Facultad de Derecho, Facultad de Economía, Facultad de Odontología, Facultad de Medicina, Facultad de Química, ENALLT edificios A y B, Facultad de Ingeniería, Facultad de Arquitectura, Estacionamiento 8, Estacionamiento 7, Relaciones Laborales, Obras y Conservación, AAPAUNAM, y Anexo de Filosofía antes de volver a Psicología.

### Ruta 13
La Ruta 13 (Verde Claro) Filosofía y Letras - Zona Cultural, establecida a fines de 2016, sigue una lógica de operación bastante distinta de las doce originales: Busca enlazar a los puntos más remotos del campus con muy pocas paradas en el camino. Tiene dos paradas en el norte del campus (Filosofía y Letras, Derecho), y baja por Biblioteca Nacional hasta la Unidad de Posgrado, en el extremo sur. Hace dos paradas más en la zona sur (Coordinación de Humanidades, Investigaciones Jurídicas) y vuelve hasta Filosofía.